# 静岡県立沼津特別支援学校
静岡県立沼津特別支援学校（しずおかけんりつ ぬまづとくべつしえんがっこう）は、静岡県沼津市大塚にある県立知的障害特別支援学校。

## 所在地

### 本校
- 静岡県沼津市大塚823‐1

### 分校
- 愛鷹分校 - 静岡県沼津市岡一色875 （沼津城北高校に併設）
- 伊豆田方分校 - 静岡県田方郡函南町塚本961 （田方農業高校に併設）

## 設置学部
- 小学部
- 中学部
- 高等部

## 歴史
- 1979年（昭和54年） ‐ 設立
- 2008年（平成20年） ‐ 学校名を「静岡県立沼津養護学校」から「静岡県立沼津特別支援学校」に変更
- 2009年（平成21年） - 伊豆田方分校開校。[1]
- 2013年（平成25年） - 愛鷹分校開校。[2]